# Cornus oblonga
Cornus oblonga — вид квіткових рослин з родини деренових (Cornaceae).

## Біоморфологічна характеристика
Це вічнозелене дерево до 16 метрів заввишки. Кора сірувато-коричнева або чорнувато-сіра, гладка. Гілки поточного року ± 4-кутні, голі до густо запушених; старі гілки з рідкісними округлими сочевичками і напівкруглими листовими рубцями. Листкова пластинка вузько-еліптична, видовжено-еліптична чи ланцетно-еліптична, 6–13 × 1.6–4 см, край злегка загнутий, верхівка гостра або хвостата. Суцвіття 6–6.5 × 6–8 см. Квітки ≈ 8 мм в діаметрі. Зубці чашечки 2–3 мм. Пелюстки довгасті, ≈ 4 × 1.3 мм. Тичинки довші за пелюстки чи рівні. Плід у зрілості чорний, еліпсоїдний, 4–6 × 6–7 мм. Цвітіння: вересень — січень; плодіння: квітень — червень.

## Поширення
Росте в Азії: Пакистан, Непал, Індія, Тибет, Китай, Шрі-Ланка, Таїланд, В'єтнам, М'янма. Населяє широколистяні вічнозелені та змішані широколистяні вічнозелені широколистяні ліси, зарості; 800–3700 метрів.

## Використання
Плід використовується як джерело промислової олії або в медицині. Кора містить ефірні олії та дубильні речовини і використовується в народних засобах для лікування артритів і травм.